# 軍艦 (お笑いコンビ)
軍艦（ぐんかん）は、吉本興業（大阪本社）所属のお笑いコンビ。2021年結成。NSC大阪校44期生。

## メンバー
梅野 健太郎（うめの けんたろう、1997年6月3日 - ）（28歳）
ツッコミ担当。
旧芸名：ウメノ。
京都府宇治市出身、奈良大学卒業。身長172 cm、体重54 kg。血液型はA型。
ウェーブがかったロン毛に黒と白のアディダスのストライプのジャージを着ているのが特徴。
趣味はギター、散歩。特技は野球用語を全て言える。
M-1グランプリ公式サイトのプロフィールでは「植野健太郎」と名前を間違えられていた（現在は修正済み）。
仁の祖父が亡くなった際に入った遺産でNSCに入学した。

仁（じん、1998年3月10日 - ）（27歳）
ボケ・ネタ作り担当。
本名：奥野 仁（おくの じん）。
大阪府熊取町出身、奈良大学卒業。身長172 cm、体重60 kg。血液型はB型。
ストレートのロン毛（おさげ）と顎髭が特徴。
趣味は映画、音楽、漫画、アニメ。特技はエアコン取付。
コンビ名に反して、海苔が嫌いなため軍艦巻きは食べない。
「お笑いに興味がない」「ネタ書くコツ、教えちゃろか？？」などの尖ったポストが多い。

## 来歴
奈良大学の軽音楽部で2人は出会う。
梅野は中学時代の卒業文集に「芸人なりたい」と書いており、早くから芸人を志していた。
仁はこれといって芸人になりたいという意思はなく、大学卒業後は何もせずフラフラしていたが母親から「NSCに入って! もう学費も全部出すから」と言われて東京でサラリーマンとして勤めていた梅野を誘い、2021年度にNSC大阪校へ一緒に入学。
2021年6月3日にコンビ結成。コンビ名は、仁が共通の友達に「なんかええコンビ名ない?」と聞き「マヨコーン軍艦」と提案され、嫌だったが無下にもできずマヨコーンを省いたのが由来。
NSC在学中、M-1グランプリ2021にて準々決勝まで進出。これは復活後のM-1では初で、ベストアマチュア賞を受賞した。
2022年4月、NSCを卒業し吉本興業に所属となる。同年11月10日に開催された「Kakeru翔チャレンジバトル」にて9位となり、よしもと漫才劇場への所属が決定。

## 芸風
主に漫才。仁が淡々と話をして、梅野がツッコミを入れる。
当初は梅野がボケで仁がツッコミだったが、仁がちゃんとした脚本を書かずに思いついた大喜利だけを言いたい、梅野がボケだとネタを飛ばしてしまうなどの理由で現在は役割を入れ替えている。

## 賞レース等での成績

### M-1グランプリ
| 年度（回）       | 結果         | エントリー No. | 会場                      | 日程     | 備考                                                                                          |
| ---------------- | ------------ | -------------- | ------------------------- | -------- | --------------------------------------------------------------------------------------------- |
| 2021年（第17回） | 準々決勝進出 | 1511           | [大阪] なんばグランド花月 | 11月10日 | 2回戦敗退後、追加合格で3回戦進出 NSC在学中の準々決勝進出は大会復活後初 ベストアマチュア賞受賞 |
| 2022年（第18回） | 準々決勝進出 | 3860           | [大阪] なんばグランド花月 | 11月15日 | 2回戦敗退後、追加合格で3回戦進出                                                              |
| 2023年（第19回） | 3回戦進出    | 4940           | [大阪] よしもと漫才劇場   | 10月31日 |                                                                                               |

### その他
- 2022年 NSC大ライブ OSAKA 2022 - 決勝4位[15]
- 2023年 UNDER5 AWARD 2023 - 3回戦進出[16]
- 2024年 UNDER5 AWARD 2024 - 3回戦進出[17]
- 2025年 UNDER5 AWARD 2025 - 3回戦進出[18]

## 出演

### テレビ
- クイズ!よしもとキングダム2021（関西テレビ、2021年12月29日） - 梅野のみ
- Cheeky's Cast 2（BSよしもと、2022年5月19日）[19]
- さや香・ラニーノーズ・ネイビーズアフロのバツウケテイナーR（サンテレビ、2022年6月14日）[20]

### ラジオ
- 軍艦放送（Artistspoken、2022年12月28日 - ）[21]